# Mitterberg (berg)
Mitterberg är ett berg i Österrike.   Det ligger i distriktet Liezen och förbundslandet Steiermark, i den centrala delen av landet, 170 km väster om huvudstaden Wien. Toppen på Mitterberg är 1 046 meter över havet.
Terrängen runt Mitterberg är bergig åt nordost, men åt sydväst är den kuperad. Närmaste större samhälle är Liezen, 3,1 km nordväst om Mitterberg. 
I omgivningarna runt Mitterberg växer i huvudsak blandskog. Runt Mitterberg är det ganska glesbefolkat, med 25 invånare per kvadratkilometer.